# (400302) 2007 TD136
(400302) 2007 TD136 es un asteroide perteneciente a la familia de Massalia en el cinturón de asteroides, descubierto el 8 de octubre de 2007 por el equipo del Spacewatch desde el Observatorio Nacional de Kitt Peak, Arizona, Estados Unidos.

## Designación y nombre
Designado provisionalmente como 2007 TD136.

## Características orbitales
2007 TD136 está situado a una distancia media del Sol de 2,358 ua, pudiendo alejarse hasta 2,825 ua y acercarse hasta 1,892 ua. Su excentricidad es 0,197 y la inclinación orbital 1,399 grados. Emplea 1323,27 días en completar una órbita alrededor del Sol.

## Características físicas
La magnitud absoluta de 2007 TD136 es 17,7.